# Edition selene
Die edition selene wurde im Jahre 1993 in Klagenfurt gegründet und war ein Verlag für Kunst, Theorie und Literatur, ab 1998 mit Sitz in Wien/Österreich. Verlagsleiter war Alfred Goubran.
Neben den Werken mehrerer österreichischer und deutscher Autoren veröffentlicht der Verlag unter der Bezeichnung Zeitung viermal jährlich eine eigene Publikation mit Essays, Interviews und literarischen Texten. Die edition selene meldete 2006 Ausgleich an und hat am 31. Dezember 2010 ihre Geschäftstätigkeit eingestellt.
2023 hat die Österreichische Nationalbibliothek den Nachlass als Sammlung erworben.

## Autoren
Folgende Autoren verlegten ihre Bücher bei edition selene oder wurden von edition selene wieder aufgelegt:
- Stephan Alfare
- Patricia Brooks
- Bob Cobbing
- Paul Divjak
- Marie von Ebner-Eschenbach
- Leopold Federmair
- Franzobel
- Johannes Grenzfurthner
- Franz Grillparzer
- Stermann & Grissemann
- Ingram Hartinger
- Jack Hauser
- Thomas Hoeps
- Dzevad Karahasan
- Konrad Kellen
- Nikolaus Lenau
- Michael Lentz
- Christian Loidl
- Jonathan Meese
- Nicolas Mahler
- Oliver Marchart
- Franz Mon
- Fritz Ostermayer
- Hermes Phettberg
- Ferdinand Raimund
- Rainer Maria Rilke
- Viktor Rogy
- Gerhard Ruiss
- Ferdinand von Saar
- Matthias Schamp
- Valeri Scherstjanoi
- Philipp Schiemann
- Robert Stähr
- station rose
- Marlene Streeruwitz
- Adalbert Stifter
- Georg Trakl
- Peter Lamborn Wilson

## Buchreihen
- ArtExit
- bibliothek selene
- Die Bibliothek von Salé
- 1st book
- Politik und Verbrechen
- Sumpfbücher
- Interventionen